# Elecciones estatales de Baja Sajonia de 2013
Una elección estatal se celebró en Baja Sajonia el 20 de enero de 2013 para elegir a los 137 miembros del Parlamento Regional Bajo Sajón.
El gobierno encabezado por el Ministro-Presidente David McAllister (CDU) intentó mantenerse en el poder, pero perdió la mayoría en el parlamento estatal. Fue reemplazado por una coalición del SPD con Los Verdes,  quienes lograron la mayoría por un escaño.

## Antecedentes
En las elecciones estatales del 27 de enero de 2008, la coalición CDU-FDP había sido reelegida bajo el primer ministro Christian Wulff. El SPD con Wolfgang Jüttner había perdido más de tres puntos porcentuales, siendo el peor resultado del SPD en la historia electoral de Baja Sajonia. El FDP había conservado su estatus como el tercer partido más fuerte sobre los Verdes, aunque sólo con una diferencia del 0,2%. Die Linke había obtenido el 7,1 por ciento de los votos, obteniendo representación por primera vez en el parlamento estatal. Antes de las elecciones, el SPD y los Verdes anunciaron su plan para gobernar juntos y hacer campaña juntos. La CDU actuó independientemente del FDP durante la campaña, pero trató de continuar la coalición CDU-FDP después de las elecciones. Si una coalición CDU-FDP era incapaz de formarse, la CDU dijo que el SPD sería su segunda opción; Sin embargo el propio SPD rechazó la idea de una gran coalición con la CDU. Die Linke y Die Piraten permanecieron fuera de las posibles negociaciones de coalición y no pudieron ganar escaños en las elecciones.

## Encuestas
| Realizador de la encuesta | Fecha      |       |       | Archivo:FDP logo (2).svg |       | Linke | Piraten | Otros |
| ------------------------- | ---------- | ----- | ----- | ------------------------ | ----- | ----- | ------- | ----- |
| Exit Poll                 | 20.01.2013 | 36.8% | 32.9% | 9.6%                     | 13.5% | <5 %  | <5 %    | <5 %  |
| GMS                       | 17.01.2013 | 41%   | 33%   | 5%                       | 13%   | 3%    | 3%      | 2%    |
| INFO GmbH                 | 12.01.2013 | 38%   | 31.5% | 4.5%                     | 14.5% | 6%    | 3%      | 2.5%  |
| Infratest dimap           | 10.01.2013 | 40%   | 33%   | 5%                       | 13%   | 3%    | 3%      | 3%    |
| GMS                       | 10.01.2013 | 41%   | 33%   | 5%                       | 13%   | 3%    | 3%      | 2%    |
| Forschungsgruppe Wahlen   | 10.01.2013 | 39%   | 33%   | 5%                       | 13%   | 3%    | 3%      | 4%    |
| Infratest dimap           | 03.01.2013 | 40%   | 34%   | 4%                       | 13%   | 3%    | 3%      | 3%    |
| INFO GmbH                 | 22.12.2012 | 38.5% | 33%   | 3.5%                     | 12.5% | 4%    | 4.5%    | –     |
| Forschungsgruppe Wahlen   | 06.12.2012 | 39%   | 32%   | 4%                       | 13%   | 4%    | 4%      | 4%    |
| Infratest dimap           | 06.12.2012 | 40%   | 33%   | 3%                       | 15%   | 3%    | 3%      | 3%    |
| GMS                       | 04.12.2012 | 41%   | 32%   | 4%                       | 13%   | 3%    | 4%      | 3%    |
| Infratest dimap           | 08.11.2012 | 41%   | 34%   | 3%                       | 13%   | 3%    | 3%      | 3%    |
| Infratest dimap           | 20.09.2012 | 37%   | 33%   | 3%                       | 15%   | 4%    | 4%      | 4%    |
| GMS                       | 20.09.2012 | 38%   | 33%   | 5%                       | 13%   | 5%    | 3%      | 3%    |
| Forsa                     | 24.07.2012 | 38%   | 33%   | 4%                       | 11%   | 4%    | 7%      | 3%    |
| YouGov                    | 19.07.2012 | 31%   | 35%   | 4%                       | 14%   | 5%    | 7%      | 4%    |
| Infratest dimap           | 16.05.2012 | 32%   | 36%   | 4%                       | 13%   | 3%    | 8%      | 4%    |
| GMS                       | 16.05.2012 | 37%   | 33%   | 3%                       | 13%   | 3%    | 9%      | 2%    |
| Infratest dimap           | 25.01.2012 | 36%   | 32%   | 3%                       | 17%   | 5%    | 4%      | 3%    |
| GMS                       | 20.01.2012 | 37%   | 33%   | 3%                       | 18%   | 3%    | 3%      | 3%    |

La mayoría de las encuestas realizadas a principios de 2012 mostraron una mayoría para el SPD y los Verdes. Sin embargo, en el período previo a las elecciones, las encuestas se igualaron con la coalición CDU-FDP. El sondeo sugería que el voto del FDP podía estar muy cerca de un 5%, lo que llevó a algunos miembros de la CDU a sugerir tácticamente votar por el FDP para asegurar que el partido superara el umbral requerido y garantizar la continuidad de la coalición.

## Resultados
| Partido | Partido                         | Votos directos | %      | Votos por lista | %      | Escaños |
| ------- | ------------------------------- | -------------- | ------ | --------------- | ------ | ------- |
|         | CDU                             | 1 519 182      | 42,6 % | 1 287 549       | 36,0 % | 54      |
|         | SPD                             | 1 341 991      | 37,6 % | 1 165 419       | 32,6 % | 49      |
|         | GRÜNE                           | 373 249        | 10,5 % | 489 473         | 13,7 % | 20      |
|         | FDP                             | 118 556        | 3,3 %  | 354 970         | 9,9 %  | 14      |
|         | DIE LINKE.                      | 110 525        | 3,1 %  | 112 212         | 3,1 %  | —       |
|         | PIRATEN                         | 52 959         | 1,5 %  | 75 603          | 2,1 %  | —       |
|         | FREIE WÄHLER                    | 39 132         | 1,1 %  | 39 714          | 1,1 %  | —       |
|         | NPD                             | 6978           | 0,2 %  | 29 449          | 0,8 %  | —       |
|         | DIE FREIHEIT                    | 1322           | 0,0 %  | 11 873          | 0,3 %  | —       |
|         | PBC                             | 858            | 0,0 %  | 5676            | 0,2 %  | —       |
|         | Bündnis 21/RRP                  | 1724           | 0,0 %  | 2962            | 0,1 %  | —       |
|         | FAMILIE                         | 664            | 0,0 %  | —               | —      | —       |
|         | ZENTRUM                         | 373            | 0,0 %  | —               | —      | —       |
|         | MUD                             | 210            | 0,0 %  | —               | —      | —       |
|         | ddp                             | 204            | 0,0 %  | —               | —      | —       |
|         | NEIN!                           | 146            | 0,0 %  | —               | —      | —       |
|         | Otros candidatos independientes | 530            | 0,0 %  | —               | —      | —       |